# Évette-Salbert
Évette-Salbert – miejscowość i gmina we Francji, w regionie Burgundia-Franche-Comté, w departamencie Territoire de Belfort.
Według danych na rok 1990 gminę zamieszkiwały 2093 osoby, a gęstość zaludnienia wynosiła 228 osób/km² (wśród 1786 gmin Franche-Comté Évette-Salbert plasuje się na 69. miejscu pod względem liczby ludności, natomiast pod względem powierzchni na miejscu 484.).